# Burgstall Oberlichtenwald
Der Burgstall Oberlichtenwald, auch Burg Lichtenwald genannt, ist eine abgegangene Höhenburg bei 420 m ü. NN im Südteil des Gemeindeteils Lichtenwald der Gemeinde Altenthann im Landkreis Regensburg in Bayern. Die Anlage wird als Bodendenkmal unter der Aktennummer D-3-6939-0071 als „mittelalterlicher Burgstall“ geführt.

## Geschichte
Die Burg dürfte eine hochmittelalterliche Rodungsburg sein, obwohl urkundliche Belege erst 1348/49 auftauchen. Zu dieser Zeit wird ein Hector von Lichtenberg in den Quellen genannt, der sich nach 1348 Hektor  der Liehtenperger von Lichtenwald nennt. Offensichtlich wurde unter ihm eine Verlagerung des Familiensitzes von Burg Lichtenberg auf die Burg Lichtenwald vorgenommen. 1351 soll der Regensburger Bischof Friedrich diesen Hektor mit Lichtenwald belehnt haben.
Auf der Burg Oberlichtenwald blieben die Lichtenberger nicht lange, 1365 erfolgte durch Ekchter der Liechtenberger von dem Liechtenwald der Verkauf von Veste und Dorf Lichtenwald an Peter der Chamerauer von dem Haitzstein. Auf diesen folgen die Zenger. Ein Hans der Zenger zu dem Tannstein verpflichtet sich 1392 mit seiner Veste Lichtenwald zwei Jahre nicht feindlich gegen Regensburg aufzutreten. Zu Beginn des 14. Jahrhunderts siegelt wieder ein Jobst der Zenger zum Lichtenwald. Ein Michael Zenger († 1532) hat für die Lichtenwalder Schlosskapelle ein Benefizium gestiftet, dessen Einkünfte nach dem Ende der Burg nach Altenthann geleitet wurde. Die Zengers mussten 1590 Lichtenwald zusammen mit Adlmannstein zugunsten der verwaisten Tochter Anna Maria an Erhard von Muggenthal zu Hexenacker verkaufen. 1619 galt Lichtenwald als baufälliger Burgstall. Ab 1669 wechselt der Besitz  von Adam Philipp von Muggenthal an David Stich. 1711 werden Lichtenwald und Adlmannstein von Franz Martin von Stich an einen Baron Schütz verkauft, dieser trat nur als nomineller Käufer für seinen Schwager Johann Christian Baron Knorr von Rosenroth auf.
1718 wird Lichtenwald durch den Komtur Conrad Christof Freiherr von Lehrbach für die Deutschordenskommende Regensburg zusammen mit Burg Adlmannstein erworben. Beide Hofmarken wurden von einem Amtsknecht der Kommende in Adlmannstein und später von dem Kommendenverwalter in Regensburg verwaltet. Bis zur Auflösung des Ordens 1809 blieb Lichtenwald im Besitz dieses Ordens.
Die bayerische Landtafel von 1737 bezeichnet Lichtenwald als ein zerstörtes und eingefallenes Schloß oder Burgstall mit etlichem noch stehenden Gemäuer und großem Turm, auf einem hohen Berg. Durch fortgesetzten Steinraub wurde das Mauerwerk fast vollständig abgetragen.

## Beschreibung

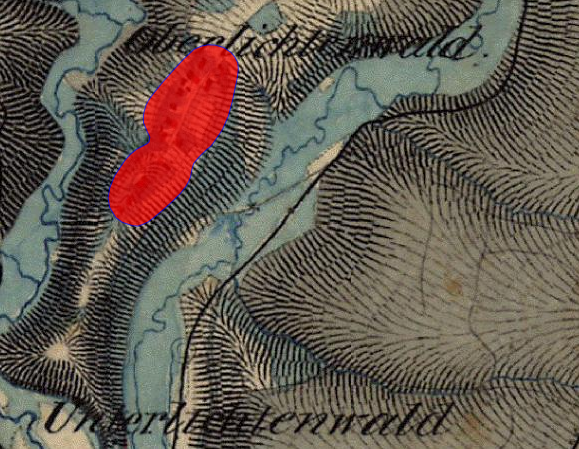
Lageplan des Burgstalls Oberlichtenwald auf dem Urkataster von Bayern

Die einstige Burganlage lag auf einem schmalen Höhenzug zwischen den Tälern des nach Südwesten fließenden Sulzbaches und des parallel dazu verlaufenden Otterbaches. Die Anlage teilte sich in eine Kernburg im Südwesten und in eine nordöstlich daran anschließende Vorburg.
Die Vorburg ist heute vollständig durch den Ort Oberlichtenwald überbaut, Befestigungsreste haben sich von ihr nicht erhalten. An der Westseite wurde die Vorburg durch einen Steil zu Tal abfallenden Hang begrenzt, ebenso nach Osten. Den nordöstlichen Abschluss bildete wohl ein Graben, durch den heute eine von der Staatsstraße St 2145 abzweigende Straße in das Dorf führt. Nach Südwesten zur Kernburg hin wurde die etwa 175 Meter lange und 130 Meter breite Fläche der Vorburg durch einen weiteren, heute ebenfalls überbauten Graben abgegrenzt.
Die gleichermaßen von Nordost nach Südwest verlaufende Kernburg hatte eine Länge von rund 100 Meter und nur eine größte Breite von 40 Meter. Im Nordosten, über den Graben zur Vorburg, erhebt sich eine Felskuppe über den Höhenrücken, der mit einem Turmhügel bekrönt ist. Auf diesem stand früher ein Bergfried, der nach 1838 abgebrochen wurde. Auf einer Zeichnung aus etwa dieser Zeit wird er noch als Ruine dargestellt. Die Hänge der Kernburg fallen nach Westen und Osten steil zu Tal ab. Der südwestliche Abschluss der Burg wurde durch einen 20 Meter breiten, den gesamten Höhenzug durchschneidenden dritten Graben gesichert. Über diesem ist noch ein abgewinkeltes Mauerstück mit Eckquadern sichtbar, es bildete früher wohl die Südwestspitze der Burganlage.